# Viktor Bojarskij
Viktor Iljič Bojarskij (Ви́ктор Ильи́ч Боя́рский, * 16. září 1950 Rybinsk) je ruský polárník. Absolvoval Petrohradskou elektrotechnickou univerzitu, od roku 1973 pracoval v Arktickém a antarktickém výzkumném institutu, v letech 1998 až 2016 byl ředitelem Muzea Arktidy a Antarktidy v Petrohradu. Přešel na lyžích Grónsko ze severu na jih, v letech 1989 až 1990 se zúčastnil mezinárodní transantarktické expedice, která jako první urazila bez použití motorových vozidel 6300 km dlouhou trasu z Antarktického poloostrova přes jižní pól do stanice Mirnyj. V roce 1995 spolu s Američanem Willem Stegerem překonal na psím spřežení Severní ledový oceán, v roce 2002 stanul na vrcholu Kilimandžára, více než šedesátkrát navštívil severní pól. Je ředitelem firmy VIKAAR, která pořádá komerční zájezdy do Arktidy a buduje v blízkosti severního pólu každoročně základnu Barneo, členem Ruské zeměpisné společnosti a jako autor řady cestopisných knih byl přijat do Svazu spisovatelů Ruska, v roce 2002 mu byl udělen Řád Za zásluhy o vlast.